# Неки бољи људи
Неки бољи људи српска је хумористичка телевизијска серија аутора Слободана Шуљагића.
Током 2020 године се емитовала на Суперстар ТВ.
Током 2021 године се емитовала и  на ТВ Пинк
.

## Радња
Неки бољи људи породична је серија чије главне јунаке представљају чланови породице Урошевић и Граовац. Драмску радњу покрећу догађаји који протагонисте доводе у ситуације кроз које ће се испољити њихови лични интереси и амбиције, прожети јаким међусобним емоцијама.
Три генерације под једним кровом, у комшијским становима Граовац и Урошевић, представљају идеалан терен за сукобе генерација и система вредности али и фини хумор.
Ђуро и његова жена Јованка припадају послератној, бејби бум генерацији која се школовала, радила и васпитала децу у социјалистичком духу.
Драган и Марија су представници генерације X која је најбоље године свог живота потрошила током деведесетих година 20 века.
И док је Марија успела да се високо позиционира у пословној хијерархији, Драган је прихватио улогу домаћице у кући.
Никола, Сара и Филип су деца новог миленијума, генерација којој је живот на мрежи подједнако важан као и реалност. Ипак, кад их сустигну исконски пориви, као што је љубав, биће принуђени да се окрену себи и суоче са осећањима. Тада полако почињу схватати да се у виртуелном свету не можеш сакрити од стварности.
Породица Граовац - Урошевић је под константним притиском с којим се носи како зна и уме, а прилично често нити зна, нити уме. Децу притискају изазови и искушења одрастања, очекивања родитеља и сами родитељи; родитеље притискају брачни проблеми и деца, а бабу и деду - породични и егзистенцијални проблеми.
Како ће се наши јунаци са њима носити и да ли ће после свега постати неки бољи људи, остаје да се види.

## Улоге
| Глумац                    | Улога               |
| ------------------------- | ------------------- |
| Небојша Љубишић           | Ђура                |
| Гордана Ђурђевић          | Јованка             |
| Милена Васић              | Марија              |
| Милован Филиповић         | Драган              |
| Никола Станковић          | Никола              |
| Јована Миловановић        | Сара                |
| Урош Дробац               | Филип               |
| Соња Кнежевић             | Зора                |
| Милан Милосављевић        | Мића                |
| Тијана Марковић           | Тања                |
| Бранислав Јерковић        | Ђорђе               |
| Жарко Степанов            | Давид               |
| Ивана Вукчевић            | Мици                |
| Ђорђе Митровић            | Јоца                |
| Бојана Тушуп              | Милена              |
| Невена Неранџић           | Теа                 |
| Немања Бајић              | Стефан              |
| Аљоша Ђидић               | Цоа                 |
| Јелена Симић              | Душица              |
| Теодора Марчета           | Рејчел              |
| Тара Ђурашиновић          | Мина                |
| Јована Вавић              | Лена                |
| Дејан Тончић              | Срки                |
| Марко Марковић            | Жарко Вујков        |
| Мирољуб Турајлија         | Недељко             |
| Давор Перуновић           | Јанко               |
| Сандра Спасовски Јанковић | Данијела            |
| Миодраг Ракочевић         | адвокат Ковач       |
| Марко Савковић            | адвокат Суба        |
| Тања Пјевац               | Светлана            |
| Сања Микитишин            | Сека                |
| Александар Гајин          | Војкан              |
| Исидора Рајковић          | Славица             |
| Валентина Павличић        | Даринка             |
| Милан Ковачевић           | Љуба Стевић         |
| Миљан Прљета              | Окета               |
| Душан Вукашиновић         | Алекса              |
| Љубиша Ристовић           | полицајац Загорац   |
| Огњен Петковић            | полицајац Рнић      |
| Ервин Хаџимуртезић        | Влада Тајсон        |
| Владан Милић              | Мишић               |
| Зоран Ћосић               | медијатор Масникоса |
| Миња Пековић              | извршитељка Мирјана |
| Ненад Пећинар             | судија              |
| Љубиша Милишић            | Благоје             |
| Даница Грубачки           | Ирина               |
| Димитрије Аранђеловић     | Горанче             |
| Исидора Влчек             | Маша                |
| Сташа Блечић              | Тамара              |
| Слободан Петрановић       | Марио               |
| Јелена Томић              | жена                |
| Пеђа Марјановић           | мушкарац            |
| Вишња Обрадовић           | матичарка           |
| Иван Томашевић            | Милош               |
| Аница Петровић            | Јасна               |
| Јован Живковић            | Мирко               |
| Душко Радовић             | домар               |
| Јован Вељковић            | Борис Вујков        |
| Слободан Тешић            | доктор              |
| Владимир Грбић            | Ружић               |
| Катарина Алексић          | Миљана              |
| Снежана Јеремић Нешковић  | Лидија              |
| Вукашин Ранђеловић        | конобар 1           |
| Миливој Борља             | конобар 2           |
| Бојан Хлишћ               | радник Епс 1        |
| Петар Јовановић           | радник Епс 2        |
| Миа Симоновић             | новинарка           |
| Тијана Максимовић         | Уна                 |
| Владимир Вељковић         | Даки                |
| Дамјан Савић              | мали Рале           |
| Стефан Миливојевић        | Зоран Херцег        |
| Никола Кнежевић           | поштар              |
| Андријана Ђорђевић        | Соња                |
| Дејан Максимовић          | Рале                |
| Алекса Марковић           | Страхиња            |
| Ана Кесеровић             | Катарина            |
| Реља Станишић             | Иван                |
| Никола Штрбац             | момак               |
| Ана Кораћ                 | записничар          |
| Андреја Милановић         | инфлуенсерка        |
| Игор Пискла               | Јефтић              |
| Борис Тодоровић           | Бошко               |
| Горан Галовић             | прота               |
| Дејан Павловић            | телохранитељ Мрле   |
| Мирко Марковић            | Верко               |
| Бранислав Милинковић      | нотар               |
| Лејла Ајдари Јерковић     | Верица              |
| Антонела Бијелић          | девојка 1           |
| Катарина Сарић            | девојка 2           |
| Срђан Џодан               | ученик              |
| Анђела Хаџић              | ученица             |